# Franz-Otto Krüger
Franz-Otto Krüger (* 1. April 1917 in Berlin; † 17. März 1988 in München) war ein deutscher Schauspieler, Synchronsprecher und Synchronregisseur.

## Leben
Er spielte nach seiner Ausbildung zum Schauspieler ab 1934 an Berliner Bühnen wie dem Lessingtheater und dem Rose-Theater. Zugleich arbeitete er als Conférencier an der Scala, später auch in München und Köln.
Krüger konnte nach Kriegsende seine Bühnenlaufbahn in Berlin fortsetzen und agierte an der Tribüne, am Renaissance-Theater und an der Komödie. Zu dieser Zeit begann auch seine Filmkarriere. Eine seiner ersten Filmrollen hatte er unter Regie von Roberto Rossellini im neorealistischen Trümmerfilm Deutschland im Jahre Null. Er trat in zahlreichen Spielfilmen der 1950er und 1960er Jahre auf, meist in Komödien. Seine Rollen waren in der Regel sehr klein, er verkörperte kurz in der Szenerie erscheinende Beamte, Mediziner, Angestellte, Portiers und andere Randfiguren.
Er versuchte sich mehrmals als Theaterregisseur und inszenierte Wer die Wahl hat (1961), Spiel im Schloß (1963), Belvedere (1963) und Viola (1969). Seine einzige Filmregie war Brille und Bombe – Bei uns liegen Sie richtig! (1967), wozu er auch das Drehbuch beisteuerte. Dazu kamen noch Regiearbeiten für das Fernsehen. Seit 1948 war er einige Jahre Leiter der Unterhaltungsabteilung bei der NWDR-Außenstation Berlin, die am 1. Juni 1954 durch den Sender Freies Berlin ersetzt wurde.
Als Synchronsprecher gab er unter anderem dem Uhu in der Serie Puschel, das Eichhorn seine Stimme war er für die deutsche Fassung einer sehr großen Anzahl von Hollywoodproduktionen verantwortlich. Darunter zählen Die Faust im Nacken, Bambi und Der große Diktator. Bekannt wurde Krüger auch durch den 1946 entstandenen 13-minütigen Sketch Auf der Rennbahn, den er zusammen mit Wilhelm Bendow vortrug, als Oberkellner Charlie in der Fernsehserie Der Forellenhof und durch die Hörfunkserie des RIAS Berlin „Komiker-Cocktail“, in der er von 1976 bis 1986 in 48 Folgen zahlreiche Sketche und Lieder bekannter Künstler vorstellte und mit launigen Worten kommentierte.
Seine Grabstätte befindet sich auf dem Waldfriedhof Zehlendorf.

## Filmografie (Auswahl)
- 1947: Kein Platz für Liebe
- 1947: Eine verblüffende Neuheit (Werbekurzfilm, auch Regie)
- 1948: Deutschland im Jahre Null (Germania anno zero)
- 1948: Berliner Ballade
- 1948: Morgen ist alles besser
- 1949: Nichts als Zufälle
- 1950: Wenn Männer schwindeln
- 1950: Die Frau von gestern Nacht
- 1950: Eine Nacht im Séparée
- 1950: Schwarzwaldmädel
- 1950: Es begann um Mitternacht
- 1951: Grün ist die Heide
- 1951: Königin einer Nacht
- 1952: Der Fürst von Pappenheim
- 1952: Oh, du lieber Fridolin
- 1952: Mikosch rückt ein
- 1952: Wenn abends die Heide träumt
- 1952: Der Kampf der Tertia
- 1953: Damenwahl
- 1953: So ein Affentheater
- 1953: Die Rose von Stambul
- 1953: Der Vetter aus Dingsda
- 1953: Rote Rosen, rote Lippen, roter Wein
- 1954: Meine Schwester und ich
- 1955: Heldentum nach Ladenschluß
- 1955: Meine Kinder und ich
- 1955: Vatertag
- 1955: Vor Gott und den Menschen
- 1955: Alibi
- 1956: Ein Herz schlägt für Erika
- 1956: Studentin Helene Willfüer
- 1956: Das Mädchen Marion
- 1956: Beichtgeheimnis
- 1956: Die wilde Auguste
- 1956: Musikparade
- 1956: Du bist Musik
- 1956: Der Mustergatte
- 1956: Ein Mann muß nicht immer schön sein
- 1956: Salzburger Geschichten
- 1957: Der Etappenhase
- 1957: Tante Wanda aus Uganda
- 1957: Viktor und Viktoria
- 1957: Das einfache Mädchen
- 1957: Der müde Theodor
- 1957: Egon, der Frauenheld
- 1957: Vater sein dagegen sehr
- 1957: Witwer mit fünf Töchtern
- 1957: Banktresor 713
- 1957: Kein Auskommen mit dem Einkommen!
- 1958: Schwarzwälder Kirsch
- 1958: Italienreise – Liebe inbegriffen
- 1958: Der Mann, der nicht nein sagen konnte
- 1958: Der Maulkorb
- 1958: Der Pauker
- 1958: Peter Voss, der Millionendieb
- 1959: Bobby Dodd greift ein
- 1959: Morgen wirst du um mich weinen
- 1959: Bezaubernde Arabella
- 1959: Brave Diebe
- 1959: Ein Engel auf Erden
- 1959: Tausend Sterne leuchten
- 1960: Sie können’s mir glauben
- 1960: Kein Engel ist so rein
- 1960: Wir wollen niemals auseinandergehn
- 1960: Der Rächer
- 1961: Wer die Wahl hat (auch Regie)
- 1961: Riviera-Story
- 1962: So toll wie anno dazumal
- 1962: Lieder klingen am Lago Maggiore
- 1962: Kohlhiesels Töchter
- 1963: Und wenn der ganze Schnee verbrennt
- 1964: Das Blaue vom Himmel
- 1965: Jean
- 1965: Ein Ferienbett mit 100 PS
- 1966: Kubinke
- 1966: Wie lernt man Reisen?
- 1966: Förster Horn – Die Forsthauspension
- 1966: Saison in Salzburg (nur Drehbuch)
- 1967: Brille und Bombe: Bei uns liegen Sie richtig! (nur Regie und Drehbuch)
- 1968: Der Gorilla von Soho
- 1968: Hinter den Wänden
- 1969: Der Mann mit dem Glasauge
- 1970: Die liebestollen Baronessen
- 1970: August der Starke – Ein ganzes Volk nennt ihn Papa
- 1971: Kein Geldschrank geht von selber auf. Die Eddie Chapman Story
- 1972: Das Geheimnis der Mary Celeste
- 1973: So’n Theater
- 1973: Einladung zur Enthauptung
- 1973: Lokaltermin – Folge: Dein Eid ist Meineid
- 1973: Dr. Dolittle (nur Regie)
- 1973: Im Auftrag von Madame – Folge: Ein Scheich zuviel
- 1975: Beschlossen und verkündet – Folge: Geisterhände
- 1977: Anpassung an eine zerstörte Illusion
- 1977: Tausend Lieder ohne Ton
- 1978: Tatort: Rechnung mit einer Unbekannten
- 1978: 1982: Gutenbach
- 1979: Die Koblanks (Serie)
- 1980: Schicht in Weiß (Serie)
- 1980: Am Südhang
- 1984: Er-Goetz-liches
- 1985: Ein Heim für Tiere (Serie)
- 1986: Ein heikler Fall (Serie)
- 1987: Lang soll er leben

## Theater
- 1947: William Shakespeare: Das Wintermärchen (Antolykus) – Regie: Fritz Genschow (Zehlendorfer Freilichtbühne am Waldsee)